# City of Tea Tree Gully
City of Tea Tree Gully – jednostka samorządowa wchodząca w skład aglomeracji Adelaide, położona na północny wschód od centrum. Obszar ten zamieszkuje 95102 osób (dane z 2001) i jest jednocześnie jednym z najbardziej zaludnionych samorządem terytorialnym w Adelaide, powierzchnia wynosi 95,21 km².

## Dzielnice
W nawiasach podany jest kod pocztowy.
| - Banksia Park (5091) - Dernancourt (5075) - Fairview Park (5126) - Gilles Plains (5086) - Golden Grove (5125) - Gould Creek (5114) - Greenwith (5125) - Gulfview Heights (5096) - Highbury (5089) - Holden Hill (5088) - Hope Valley (5090) - Houghton (5131) - Modbury (5092) - Modbury Heights (5092) - Modbury North (5092) |  | - One Tree Hill (5114) - Para Hills (5096) - Redwood Park (5097) - Ridgehaven (5097) - St. Agnes (5097) - Salisbury Heights (5109) - Surrey Downs (5126) - Tea Tree Gully (5091) - Upper Hermitage (5131) - Valley View (5093) - Vista (5091) - Wynn Vale (5127) - Yatala Vale (5126) |